# Leeward Islands Air Transport
LIAT – Leeward Islands Air Transport Service war eine karibische Regionalfluggesellschaft in Antigua und Barbuda mit Sitz in Saint John’s und Basis auf dem V.C. Bird International Airport. Am 24. Januar 2024 stellte die Airline den Betrieb ein, die Aufnahme des Flugbetriebs durch eine neue Fluggesellschaft namens Liat 2020 ist für April/Mai 2024 geplant.

## Geschichte

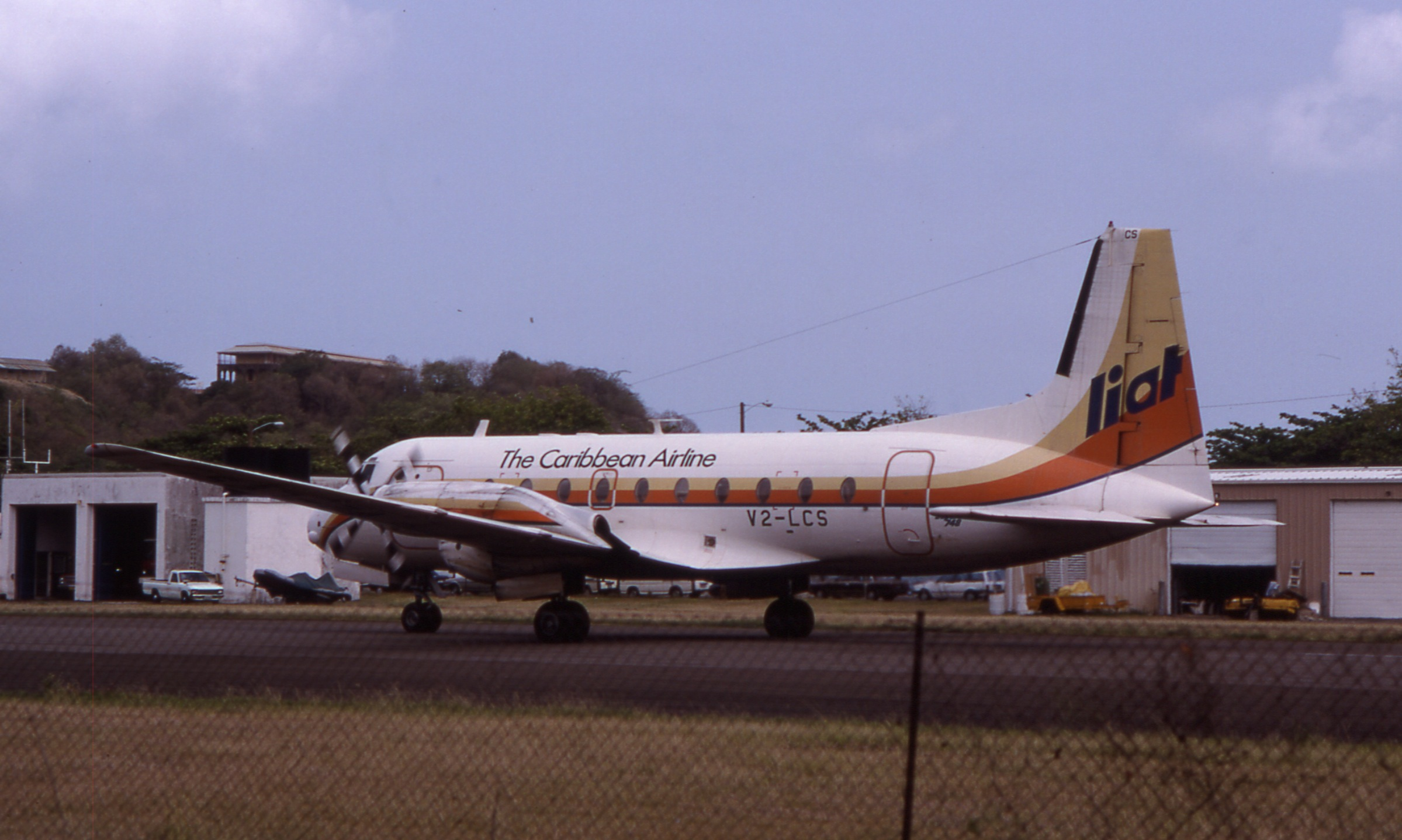
Hawker Siddeley HS 748 der LIAT

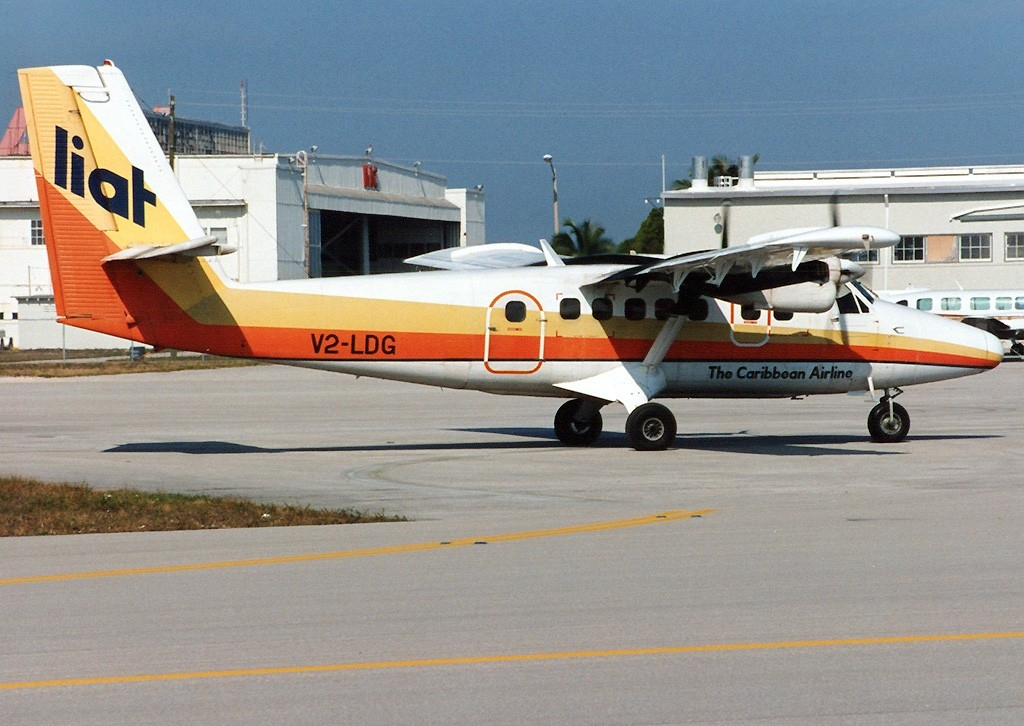
De Havilland Canada DHC-6-300 Twin Otter der LIAT

Leeward Islands Air Transport Service wurde am 20. September 1956 gegründet und nahm den Flugbetrieb mit einer Piper Apache zwischen Antigua und Montserrat auf. Nach dem Erwerb von 75 % der größeren und bekannteren British West Indian Airways (BWIA) im Jahr 1957 konnte das Streckennetz zu weiteren karibischen Zielen erweitert werden und neue Maschinen, wie Beechcraft Bonanza und De Havilland DH.114 Heron beschafft werden. 1965 wurden die Herons durch Hawker Siddeley HS 748 ersetzt.
LIAT war nicht immer eine Propellermaschinen-Gesellschaft. Nach der Übernahme durch Court Line im November 1971 setzte LIAT neben Britten-Norman BN-2 Islander auch eine geleaste BAC 1-11 für längere Flüge in der Karibik ein. Ab 1973 betrieb LIAT auch die Flugzeugwartung für andere karibische Fluggesellschaften wie Carib Aviation. Der Service endete 1974, nachdem Carib Airlines eigene Mechaniker einstellte.
Nach dem Bankrott von Court Line im August 1974 wurde die BAC 1-11 an die Leasinggesellschaft zurückgegeben. Um den Flugbetrieb zwischen den Inseln aufrechtzuerhalten, sprangen die Regierungen von 11 karibischen Staaten ein und erwarben die Fluggesellschaft. Die Linienflüge wurden mit kleineren Flugzeugen, wie de Havilland Canada DHC-6 Twin Otter, weitergeführt.
In den 1980er-Jahren wuchs die Gesellschaft stetig. Ab 1986 wurden tägliche Verbindungen zum Flughafen San Juan auf Puerto Rico aufgenommen sowie in andere Regionen, die noch nie angeflogen worden waren. Dafür wurden schnellere De Havilland DHC-8-100 gekauft.
Um einer drohenden Insolvenz zu entgehen, wurde LIAT im November 1995 teilweise privatisiert.
Die Absicht, mit der Caribbean Star Airline zu fusionieren, wurde im Januar 2007 von LIAT bekanntgegeben. Die Liniennetze wurden zusammengeführt und die Flüge exklusiv von LIAT vermarktet. Ansonsten flogen beide Gesellschaften bis zur vollständigen Fusion weiter unter ihren Fluglizenzen, jedoch in den Farben von LIAT. Die Flugzeugtypen wurden auf die DHC-8 standardisiert.
Schließlich wurde die Caribbean Star Airline im Juni 2007 komplett übernommen, nachdem die Regierungen von Barbados, Antigua und St. Vincent dem Kauf zugestimmt hatten.
Im November 2014 wurde bekannt, dass die Flugzeugflotte 2015 verkleinert werden soll und das Personal um bis zu 140 Personen abgebaut wird.
Nachdem der bisherige CEO David Evans am 13. April 2016 seinen Rücktritt einreichte, wurde die CFO Julie Reifer-Jones mit Wirkung zum 31. Juli 2017 zur ersten weiblichen CEO der LIAT und einer karibischen Fluggesellschaft überhaupt berufen.
Die Einstellung des Betriebs und die Gründung einer neuen Fluggesellschaft wurde Ende Juni 2020 angekündigt. Die Zustimmung der Eigentümer galt als sicher. Hintergrund sei die finanzielle Situation, die sich durch die COVID-19-Pandemie verschärft habe. Laut eigener, nicht mehr erreichbarer Webseite stand die Fluggesellschaft seit 24. Juli 2020 unter Zwangsverwaltung („under administration“), als Zwangsverwalter wurde Cleveland Seaforth berufen.
CEO Reifer-Jones reichte mit Wirkung zum 1. August 2020 ihren Rücktritt ein, die unter Zwangsverwaltung stehende LIAT nahm am 1. November 2020 mit einem Flug von Antigua nach Dominica den Flugbetrieb wieder auf.
Im Mai 2023 wurde bekannt gegeben, dass die nigerianische Fluggesellschaft Air Peace einen Anteil von 70 % an LIAT erwerben will. Im November 2023 musste LIAT den Flugbetrieb aufgrund von unvorhergesehenen Wartungsproblemen („unscheduled maintenance issues“) unterbrechen, der Flugbetrieb wurde am 7. Dezember 2023 wieder aufgenommen.
Am 20. November 2023 wurde verlautbart, dass Air Peace und die bisherigen Eigentümer von LIAT einen Vertrag unterzeichnet haben, mit welchem Air Peace einen 70 %igen Anteil an der neuen Fluggesellschaft namens „LIAT 2020“ erwirbt.
Am 22. Januar 2024 wurde der letzte Linienflug Nr. LIA332 mit dem letzten verbliebenen Flottenflugzeug vom Typ ATR 42-600 (Luftfahrzeugkennzeichen V2-LIG) vom Flughafen V.C. Bird International auf Antigua nach Argyle International Airport auf St. Vincent mit Zwischenlandungen in Dominica und Grenada durchgeführt (Video der Landung auf St. Vincent), zwei Tage später stellte LIAT den Betrieb endgültig ein, den verbliebenen über 90 Mitarbeitern wurde mit Wirkung zum 4. Februar 2024 gekündigt.
Die neue Fluggesellschaft Liat 2020 soll im April/Mai 2024 den Flugbetrieb aufnehmen.

## Flugziele
LIAT betrieb zeitweise ein hochfrequentiertes Streckennetz zwischen den karibischen Inseln mit bis zu 22 verschiedenen Flugzielen. Heimatflughafen war der V.C. Bird International Airport auf Antigua, eine operative Basis bestand auf dem Grantley Adams International Airport auf Barbados sowie bis Anfang der 2020er Jahre auf dem Piarco International Airport auf Trinidad.
Aufgrund der finanziellen Schwierigkeiten, die seit Mitte der 1990er Jahre regelmäßig auftraten sowie der damit verbundenen Verkleinerung der Flotte, reduzierten sich Anzahl und Frequenz der Flugverbindungen stetig und damit auch die Bedeutung der LIAT für den karibischen Raum.
Bis zur Einstellung des Flugbetriebs flog LIAT noch folgende Destinationen an:
| Flugziel    | Flughafen                                  | IATA-Code |
| ----------- | ------------------------------------------ | --------- |
| Antigua     | V.C. Bird International Airport            | ANU       |
| Barbados    | Grantley Adams International Airport       | BGI       |
| Dominica    | Douglas-Charles Airport                    | DOM       |
| Grenada     | Flughafen Maurice Bishop International     | GND       |
| St. Kitts   | Flughafen Robert L. Bradshaw International | SKB       |
| St. Lucia   | George F. L. Charles Airport               | SLU       |
| St. Maarten | Princess Juliana International Airport     | SXM       |
| St. Thomas  | Cyril E. King Airport                      | STT       |
| St. Vincent | Argyle International Airport               | SVD       |
| Tortola     | Terrance B. Lettsome International Airport | EIS       |

## Flotte

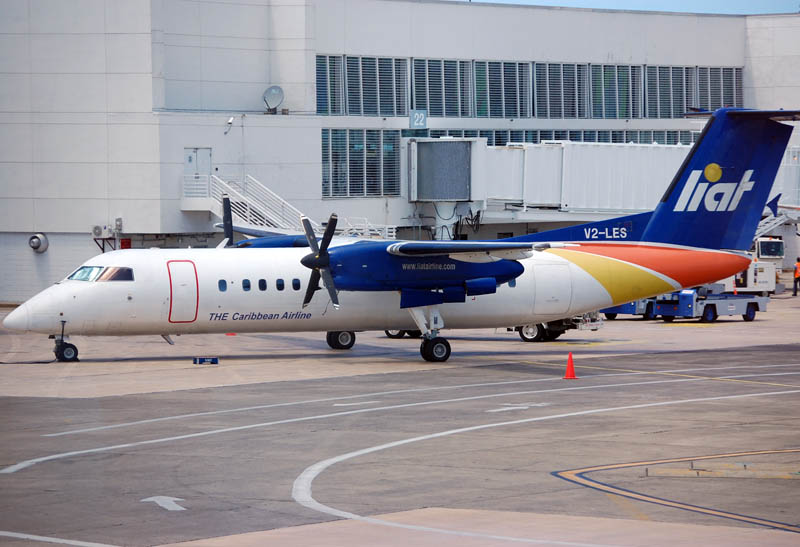
De Havilland DHC-8-300 der LIAT

Zum Januar 2022 bestand die Flotte der LIAT aus drei Flugzeugen des Typs ATR 42-600 mit einem Durchschnittsalter von knapp über 9 Jahren, ab Juni 2023 war bis zur Einstellung des Flugbetriebs nur noch ein Flugzeug im Einsatz:
| Flugzeugtyp | aktiv | Passagiere | Anmerkungen                    |
| ----------- | ----- | ---------- | ------------------------------ |
| ATR 42-600  | 1     | 48         | Luftfahrzeugkennzeichen V2-LIG |
| Gesamt      | 1     | 48         |                                |

### Ehemalige Flugzeugtypen
- ATR 72-600
- BAC 1-11
- Beechcraft Bonanza
- De Havilland DH.114 Heron
- De Havilland Canada DHC-6 Twin Otter
- De Havilland DHC-8-100
- De Havilland DHC-8-300
- Embraer EMB 110
- Hawker Siddeley HS 748

## Besitzverhältnisse
Hauptanteilseigner waren 11 karibische Staaten (Antigua und Barbuda, Barbados, Dominica, Grenada, Guyana, Jamaika, St. Kitts und Nevis, Montserrat, St. Lucia, St. Vincent und die Grenadinen, Trinidad und Tobago), wovon allein auf Antigua und Barbuda, Barbados, Dominica sowie St. Vincent und die Grenadinen 94,7 % der Anteile fielen.

## Zwischenfälle
Von der Gründung 1956 bis zur Betriebseinstellung 2024 kam es bei Leeward Islands Air Transport (LIAT) zu drei Totalschäden von Flugzeugen. Bei einem davon kamen 13 Menschen ums Leben:
- Am 4. August 1986 stürzte eine de Havilland Canada DHC-6 Twin Otter 310 der LIAT mit dem Luftfahrzeugkennzeichen V2-LCJ auf dem Weg von St. Lucia nach St. Vincent bei schlechtem Wetter ins Meer. Das Wrack wurde nie gefunden. Die 13 Insassen wurden für tot erklärt.[20][21]

## Trivia
Für das Akronym LIAT haben sich in der karibischen Region witzig-zynische Bedeutungen herausgebildet, die Verspätungen, gestrichene Flüge sowie verlorengegangenes Gepäck thematisieren:
- Luggage In Any Town (Gepäck in irgendeiner Stadt)
- Leaves Island Any Time (Verlässt die Insel irgendwann)[22]
- Luggage In Another Transport (Gepäck in einem anderen Flugzeug)

Tatsächlich waren Verspätungen und gestrichene Flüge nicht selten. Auch Gepäckstücke kamen manchmal nicht mit dem gleichen Flug am Zielflughafen an, dies lag jedoch häufig daran, dass bei ausgebuchten Flügen in den kleinen Passagiermaschinen keine Gepäckraumkapazitäten mehr frei waren, sodass Gepäckstücke mit späteren Flügen nachgeliefert wurden.